# Ochotona sacraria
Ochotona sacraria — вид зайцеподібних гризунів з родини пискухових (Ochotonidae).

## Таксономічна примітка
Таксон відокремлений від O. thibetana; також був уключено до O. syrinx.

## Поширення
Країни проживання: Китай.